# Station Moravany
Station Moravany is een spoorwegstation in het Tsjechische dorp Moravany, onderdeel van de gelijknamige gemeente. Bij het station kruist de spoorlijn van Borohrádek naar Chrudim de grote spoorlijn van Praag naar het oosten.

## Treinverkeer
De volgende spoorverbindingen gaan vanaf/naar het station Moravany:
- lijn 010: Moravany - Pardubice - Kolín (verder naar Praag)
- lijn 010: Moravany - Česká Třebová (verder naar Olomouc en Brno)
- lijn 016: Moravany - Borohrádek
- lijn 016: Moravany - Chrudim (verder naar Jihlava)

Kolín · Kolín dílny · Starý Kolín · Záboří nad Labem · Týnec nad Labem · Kojice · Chvaletice · Řečany nad Labem · Lhota pod Přeloučí · Přelouč · Valy u Přelouče · Pardubice-Opočínek · Pardubice-Svítkov · Pardubice hlavní nádraží · Pardubice-Pardubičky · Pardubice-Černá za Bory · Kostěnice · Moravany · Uhersko · Sedlíšťka · Zámrsk · Dobříkov u Chocně · Sruby · Choceň · Brandýs nad Orlicí · Bezpráví · Ústí nad Orlicí · Ústí nad Orlicí město · Dlouhá Třebová · Česká Třebová